# Artux

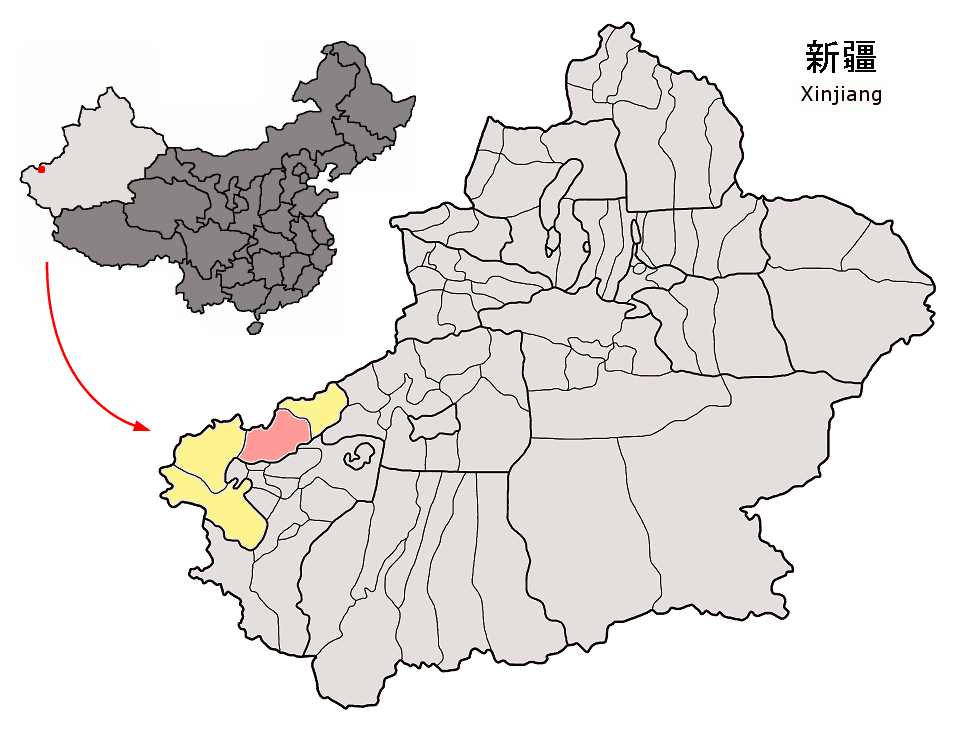
Lage der Stadt Artux (rosa) im Kirgisischen Autonomen Bezirk Kizilsu (gelb)

Die Stadt Artux (chinesisch 阿图什市, Pinyin Ātúshí Shì, uigurisch ئاتۇش شەھىرى Atux Xəⱨiri) ist eine kreisfreie Stadt des Kirgisischen Autonomen Bezirks Kizilsu im Südwesten des Uigurischen Autonomen Gebietes Xinjiang in der VR China. Die Fläche beträgt 15.698 Quadratkilometer und die Einwohnerzahl 240.368 (Stand: Zensus 2010). 1999 zählte Artux 190.882 Einwohner.
Das Aibifu-Aijiemu-Mausoleum (Aibifu•Aijiemu mazha 艾比甫•艾洁木麻扎) aus der Zeit der Qing-Dynastie steht seit 2006 auf der Liste der Denkmäler der Volksrepublik China (6-296).

## Persönlichkeiten
- Ilham Tohti (* 1969), Wirtschaftswissenschaftler, Hochschullehrer und Regierungskritiker
- Tohtaji Ablikim (* 2002), Fußballspieler